# Henck Arron
Henck Alphonsus Eugène Arron (ur. 25 kwietnia 1936, Paramaribo, Surinam, zm. 4 grudnia 2000, Holandia) – polityk surinamski. Premier Surinamu od 24 grudnia 1973 do 25 lutego 1980, gdy został obalony przez wojskowy zamach stanu Désiego Bouterse’a. Podczas jego rządów Surinam uzyskał niepodległość od Holandii w dniu 25 listopada 1975. Wiceprezydent Surinamu od 26 stycznia 1988 do 24 grudnia 1990. Członek Narodowej Partii Surinamu (Nationale Partij Suriname).